# The Flintstones (film)
The Flintstones is een Amerikaanse komische film uit 1994, gebaseerd op de gelijknamige tekenfilmserie uit de jaren zestig. De film werd geregisseerd door Brian Levant. Hoofdrollen werden vertolkt door John Goodman, Rick Moranis, Elizabeth Perkins en Kyle MacLachlan.
De film werd slecht ontvangen door critici, maar was qua opbrengst een groot succes. Vanwege het enorme succes in 1994 kwam er 6 jaar later in 2000 een vervolg uit: The Flintstones in Viva Rock Vegas.

## Verhaal
Fred Flintstone is een normale, hard zwoegende werker in een steengroeve en een liefhebbende echtgenoot voor zijn vrouw Wilma. Hij geeft zijn buurman en beste vriend Barney Rubble zijn spaargeld zodat hij samen met vrouw Betty een zoon kan adopteren in de leeftijd van Freds eigen dochter Pebbles. Hij kan het geld eigenlijk niet missen en zijn schoonmoeder Pearl Slaghoople vindt hem een mislukkeling.
Ondertussen wil Cliff Vandercave, de uitvoerend president van Slate & Co., een vicepresident aanstellen om als zondebok te gebruiken voor zijn duistere handeltjes. Hij laat alle mogelijke kandidaten een examen doen, en belooft hun gouden bergen als ze de baan krijgen. Fred en Barney doen ook mee. Barney beseft dat Fred geen schijn van kans maakt, en besluit hem als dank voor het geven van het geld te helpen door zijn antwoordformulier te verwisselen met dat van Fred. Het plan slaagt, en Fred krijgt de baan.
Fred begint met zijn nieuwe baan als vicepresident, maar het succes stijgt hem al snel naar het hoofd. Hij wordt verwaand, raakt vervreemd van Barney, en tekent alles wat Cliff hem geeft zonder de formulieren in kwestie eerst te lezen. Hij ontslaat Barney zelfs op aandringen van Cliff. Al snel krijgt Fred echter achterdocht over Cliffs praktijken, vooral wanneer meer mensen hun baan dreigen te verliezen omdat Cliff een nieuwe machine in gebruik neemt bij de steengroeve. Deze machine is in werkelijkheid een namaakmodel. Cliff wil met het geld van de echte machine vluchten en Fred de verduistering in de schoenen schuiven. Ondertussen zorgt Freds gedrag ervoor dat Wilma hem verlaat.
Uiteindelijk ontdekt Fred het plan van Cliff, maar is te laat om hem te stoppen. Hij wordt bijna gelyncht door een woedende menigte die hem als de veroorzaker van alle ellende ziet. Op het laatste moment wordt hij gered door Wilma en Betty, die dankzij een dictavogel (een pratende vogel die gebruikt wordt als opnameapparatuur) Fred kunnen vrijpleiten.
Cliff is nog niet verslagen. Hij ontvoert Pebbles en Bamm-Bamm, en lokt Fred en Barney in een val. Barney redt de kinderen terwijl Fred de machine van Cliff vernietigt en Cliff uitschakelt (met de hulp van Miss Stone, de secretaresse van Cliff). Wanneer de machine van Cliff uiteenvalt, wordt het steengruis uit de machine vermengd met water tot beton. Mr. Slate, de eigenaar van de steengroeve, is dolenthousiast over deze nieuwe uitvinding. Hij wil Fred aanstellen als directeur van een nieuwe tak van zijn bedrijf, die geheel is gespecialiseerd in beton. Maar Fred heeft zijn lesje geleerd en slaat het aanbod af.

## Rolverdeling
| Acteur            | Personage        | Opmerkingen                      |
| ----------------- | ---------------- | -------------------------------- |
| John Goodman      | Fred Flintstone  |                                  |
| Elizabeth Perkins | Wilma Flintstone |                                  |
| Rick Moranis      | Barney Rubble    |                                  |
| Rosie O'Donnell   | Betty Rubble     |                                  |
| Kyle MacLachlan   | Cliff Vandercave |                                  |
| Halle Berry       | Miss Stone       |                                  |
| Elizabeth Taylor  | Pearl Slaghoople |                                  |
| Dann Florek       | Mr. Slate        |                                  |
| Richard Moll      | Hoagie           |                                  |
| Irwin Keyes       | Joe Rockhead     | als Irwin '88' Keyes             |
| Jonathan Winters  | Grijze man       |                                  |
| Harvey Korman     | Dictavogel       | stemrol                          |
| Elaine Silver     | Pebbles          | dubbelrol                        |
| Melanie Silver    | Pebbles          | dubbelrol                        |
| Hlynur Sigurðsson | Bamm-Bamm        | als Hlynur Sigurdsson, dubbelrol |
| Marinó Sigurðsson | Bamm-Bamm        | als Marino Sigurdsson, dubbelrol |
| Mel Blanc         | Dino             | stemrol, archiefmateriaal        |
| The B-52's        | BC-52's          | bandcameo                        |

## Achtergrond

### Geschiedenis
Ongeveer 30 jaar na de start van de oorspronkelijke tekenfilms, een concept dat uiteindelijk uitgroeide tot een populaire televisieserie (1960 t/m 1966) gecreëerd door William Hanna & Joseph Barbera, die gezamenlijk de wereldbekende tekenfilmstudio Hanna-Barbera vormden, kwam Universal Pictures aanzetten met een live-action film waarin nu echte mensen op hun blote voeten gestalte gaven aan de tekenfilmfiguren.

### Productie
Regisseur Brian Levant is een doorgewinterde Flintstones-fan. Als klein kind keek hij elke week alle afleveringen keer op keer telkens weer opnieuw en zijn collectie is bijzonder uitgebreid. Werkelijk alles wat er ook maar van The Flintstones is uitgegeven, van T-shirts tot kopjes tot plastic bekertjes of speelgoed tot beeldhouwwerken, heeft hij in zijn bezit. Hij werkte in het begin van de jaren negentig voornamelijk voor de televisie met het schrijven (soms regisseren) van shows en series. Toen hij het grote nieuws hoorde dat Amblin Entertainment een real-life versie van The Flintstones wilde maken, ging hij er onmiddellijk met zijn agent achteraan om het verhaal te kunnen schrijven. Zijn droom zou uitkomen. De scenaristen waren toen al druk bezig, maar tot zijn grote verbazing waren ze meer in hem geïnteresseerd als regisseur. Volgens producer Bruce Cohen was Brian de ultieme keuze, vanwege zijn grote gevoel voor humor, zijn ervaring als regisseur plus natuurlijk zijn megaverzamelingen die, bij wijze van spreken, zijn huiskamer hadden omgetoverd in een Flintstones-museum en het feit dat hij als geen ander zo veel wist van de show en haar personages. Cohen wist het toen helemaal zeker: Dit was de juiste persoon voor het zware karwei. Zijn bijdrage zou al gelijk voor 50% een herkenbare familiefilm opleveren en ook de rest van de filmploeg was zeer onder de indruk bij de eerste kennismaking en het filmen. Levants wens om het verhaal te mogen schrijven ging uiteindelijk ook nog eens deels in vervulling, omdat vlak voor de eerste draaidag werd besloten (dit gebeurt heel vaak bij film) dat het scenario herschreven ging worden. Levant bood zich aan met een paar collega's en het team ging hard aan de slag om meer komische elementen te verzinnen, het uitwerken van sommige figuurtjes, etc.
Steven Spielberg wordt in de film heel toepasselijk aangekondigd als 'Steven Spielrock'. Deze regisseur uit Hollywood verkondigde als eerste punt op de agenda dat de film nooit zou worden gemaakt als John Goodman de rol van Fred niet zou gaan spelen. De twee hadden in 1989 al eerder samengewerkt aan het project Always. De indruk die Goodman daar op Spielberg maakte, was enorm groot. Dus in 1992, tijdens de opnames van Jurassic Park door, maakten Spielberg en zijn vrouwelijke co-producent Kathleen Kennedy wat tijd vrij om samen met Goodman een middagje in hun kantoor door te brengen en de zaken door te bespreken. Goodman stemde toe, maar omdat hij nog voor een lange tijd vastzat aan andere verplichtingen, waaronder de televisieserie Roseanne waar hij de hoofdrol in speelde, konden de camera's pas in de zomer van 1993 gaan draaien. Een tweede oorzaak daarvan was trouwens dat het schrijven van het scenario veel meer tijd in beslag nam dan gedacht.
De actrice Sharon Stone zou oorspronkelijk eerst de rol van het personage 'Sharon Stone' ook gaan spelen, maar zij moest afhaken wegens contractuele verplichtingen met de film The Specialist, waarin zij naast Sylvester Stallone acteerde, die op dat moment ook werd verfilmd.
Elizabeth Perkins, Rosie O'Donnell & Halle Berry hadden alle drie moeite met het feit dat ze op hun blote voeten moesten lopen en deden dit ook echt alleen maar als het heel dringend nodig was en geen seconde langer. Zodra een shot gefilmd moest worden waarin hun blote voeten niet zichtbaar waren, grepen ze hun kans om slippers aan te trekken. Dit in tegenstelling tot zangeres Kate Pierson van de popgroep The BC-52's. Zij vond het tijdens de opnames zo fijn om op haar blote voeten te lopen en te dansen, dat ze in 1996, ongeveer twee jaar na het uitbrengen van de film, tijdens een optreden van The B-52's (zoals de groep werkelijk heet) in Orlando midden in een nummer op het podium haar schoenen uittrok, ze het publiek ingooide naar wat gillende fans, en de laatste helft van het lied swingend op haar blote voeten afmaakte.
Voor de kleine Hlynur Sigurðsson zat het minder mee. Oorspronkelijk was het gepland dat hij samen met zijn net zo oude evenbeeld Marinó Sigurðsson eerlijk verdeeld de rol van 'Bamm-Bamm' 50-50 zou gaan spelen. Maar een set-dresser had onzorgvuldig vlak voor de start van een scène een doosje punaises laten vallen. Dit had niemand in de gaten en Hlynur kwam er met zijn blote voeten al spelend op terecht. Na behandeling hinkelde hij erg, waarna zijn tweelingbroertje in de tweede helft van de film de grote meerderheid van de (bewegings)opnames op zich heeft moeten nemen. Een voorbeeldshot waar Hlynur nog wel in te zien is, is wanneer hij op schoot zit bij vader Moranis en moeder O'Donnell als ze door een vrouwtjes Brachiosaurus worden lastiggevallen voor het stelen van haar eieren. Het dier brult en veroorzaakt een hevige wind in hun haren, waardoor de pet van Hlynur van zijn hoofd afvalt. Omdat het oogpunt van de camera eindigde bij zijn blote buik, kon hij deze take gewoon spelen, want je zag als kijker het verband rondom zijn blote voeten niet zitten.

### Acteurs
Een acteur die vanaf de start al vast stond, was John Goodman. Zoals al eerder gezegd stelde Spielberg die eis ver van tevoren klaar. Als er ooit een 'Fred Flintstone' van vlees en bloed op het witte doek zou moeten komen, was dat John Goodman en ook echt niemand anders dan John Goodman. Audities voor die rol waren dus overbodig en zijn zelfs nooit ter sprake gekomen. Goodmans eerste reactie was een kleine glimlach. Hij voelde zich in het begin vooral nerveus, omdat hij bang was dat hij na deze film voor de rest van zijn leven aan de kreet Yabba-Dabba-Doo vast zou zitten en dit elke keer zou horen van mensen op straat of waar dan ook, maar John heeft de rol uiteindelijk naar behoren gespeeld. Hij volgde het scenario, maar tegelijkertijd improviseerde en verzon hij telkens nieuwe bewegingen of uitdrukkingen of tekstregels. Goodman zelf omschrijft Fred Flintstone het beste als: Een grote, tweedimensionale man met drie vingers, een hart van goud, een vreselijk slecht kapsel.
Rick Moranis was de tweede persoon die benaderd werd. Vrij onbekend voor sommigen, maar zoals wel vaker blijkt: hét perfecte gezicht achter Barney Rubble. Gelukkig voor de makers geloofde hij in het project en vond het scenario boeiend genoeg om toe te stemmen. Zelf verklaarde Moranis al een hele tijd van het project af te weten en dat de makers hem graag onder contract wilden. Daar zei hij, toen het idee eenmaal gerealiseerd ging worden, geen nee tegen, want als er iets is waar Moranis dol op is, dan zijn het wel films die puur familievermaak bieden. Rick vertoonde in zijn acteerwerk zeer duidelijk de kwetsbaarheid van Barney. Hij liet de kijker geloven in de intelligentie van deze man, zijn toegeven aan bepaalde situaties/gebeurtenissen en de totaliteit dat hij net niet sterk genoeg is om zijn lot te beheersen.
Aangezien er al twee beroemde beroemdheden hadden getekend voor de hoofdrollen, voelden de producenten toen enige vrijheid om, in plaats van muurvast te zitten aan bekende namen, nu juist iedereen van buitenaf te bestuderen en rustig op zoek te gaan naar de twee vrouwen die op auditie konden komen en met hun optreden meteen 100% duidelijk zouden zeggen: Ik ben Wilma Flintstone en ik ben Betty Rubble. Wonderbaarlijk genoeg verliepen ook die screentests sneller dan verwacht. De eerste (en in principe laatste) kandidaat die de kamer binnen kwam voor de rol van Wilma Flintstone was Elizabeth Perkins. Ze deed haar mond open, las de tekst op, speelde erbij en mocht de ruimte weer verlaten. Cohen & Levant keken elkaar aan en riepen: Dat is Wilma! Perkins vond dit tot nu toe de meest uitdagende rol uit haar leven.
Op naar de volgende. Een opmerkelijk punt van Rosie O'Donnell was dat zij niet de correcte lichamelijke versie was van Betty Rubble, want de cartoon-versie van haar is in het echt veel dunner. Maar O'Donnell had de persoonlijkheid volkomen in zich zitten. Als zij (glim)lachte, bracht ze Betty helemaal tot leven en maakte het haar eigen. Later bleek zelfs dat ze nog meer van de serie afwist dan Levant, waardoor ze iedere rol wel had kunnen spelen. Levant noemde haar altijd de wandelende encyclopedie. Ze kende elk personage van binnen en van buiten. Maar Betty lag haar toch het best en dat vond de filmploeg eveneens. O'Donnell vond het belangrijkste aspect van Betty waaraan ze geïdentificeerd kon worden, haar bekende lachje dat volgt na iedere dialoog met Wilma. Dat was het eerste waar ze aan dacht, toen ze hoorde van de auditie en het bijbehorende personage. Dus na elke zin imiteerde ze het grinnikende geluidje wat volgens haar wel de definitieve doorslag heeft gegeven.
De producers wilden voor de rol van Wilma’s moeder in ieder geval een heel spectaculair iemand vinden die een ronduit denderende indruk zou maken met deze korte cameo. Levant kon echter maar met één enkele naam aankomen, de allereerste die in zijn gedachten opkwam. Hij schreeuwde blij: Elizabeth Taylor! Het bleek dat ook Taylor een fan van The Flintstones was die dolgraag in deze film wilde acteren. Taylor zelf zei ooit in een interview: Ik ben bereid elke rol in mijn carrière aan te nemen en te spelen. En om dan te eindigen met een cartoon lijkt helemaal niet zo onwaarschijnlijk als dat het is, want het gaat om de lol en het plezier.

### Filmmuziek
Flintstones, meet the Flintstones
They are a modern stone-age family
From the town of Bedrock
They're a page right out of history
Let's ride, with the family down the street
Through the courtesy of Fred's two feet
'Cause when you're with the Flintstones
Have a yabba-dabba-doo time, a dabba-doo time
We'll have a gay old time!
De achtergrondmuziek in de film is geschreven, gecomponeerd en uitgevoerd door David Newman.

### Ontvangst
The Flintstones werd negatief ontvangen door critici. Op Rotten Tomatoes heeft de film een score van 22%, gebaseerd op 45 recensies, met een gemiddelde beoordeling van 3,7/10.
In twee gevallen hadden zowel fans als critici bezwaar tegen de keuze van de acteurs die de personages moesten vertolken. Taylor als Wilma's moeder en O'Donnell als Betty.
Ondanks de negatieve reacties was de film wel een redelijk kassucces. De film bracht in Amerika 130 miljoen dollar op, en wereldwijd 340 miljoen dollar. Daarmee werd het budget ruimschoots terugverdiend.

## Prijzen en nominaties
| Jaar | Prijs                    | Categorie                    | Genomineerde(n)                                            | Uitslag     |
| ---- | ------------------------ | ---------------------------- | ---------------------------------------------------------- | ----------- |
| 1994 | Golden Screen            | -                            | -                                                          | Gewonnen    |
| 1994 | Golden Screen met 1 ster | -                            | -                                                          | Gewonnen    |
| 1995 | Saturn Award             | Beste kostuums               | Rosanna Norton                                             | Genomineerd |
| 1995 | Saturn Award             | Beste fantasyfilm            | -                                                          | Genomineerd |
| 1995 | Saturn Award             | Beste vrouwelijke bijrol     | Halle Berry                                                | Genomineerd |
| 1995 | Saturn Award             | Beste vrouwelijke bijrol     | Rosie O'Donnell                                            | Genomineerd |
| 1995 | BMI Film Music Award     | -                            | David Newman                                               | Gewonnen    |
| 1995 | Blimp Award              | favoriete filmactrice        | Rosie O'Donnell                                            | Gewonnen    |
| 1995 | MTV Movie Award          | Most Desirable Female        | Halle Berry                                                | Genomineerd |
| 1995 | Golden Raspberry Award   | Slechtste scenario           | Tom S. Parker, Babaloo Mandel, Mitch Markowitz, Dava Savel | Gewonnen    |
| 1995 | Golden Raspberry Award   | Slechtste vrouwelijke bijrol | Rosie O'Donnell                                            | Gewonnen    |
| 1995 | Golden Raspberry Award   | Slechtste remake of vervolg  | Bruce Cohen                                                | Genomineerd |
| 1995 | Golden Raspberry Award   | Slechtste vrouwelijke bijrol | Elizabeth Taylor                                           | Genomineerd |